# Jaguar XJ220 (jeu vidéo)
Pour les articles homonymes, voir Jaguar XJ220 et Jaguar (homonymie).
Jaguar XJ220 est un jeu vidéo de course développé et édité par Core Design en 1992 sur Amiga et Atari ST. Le jeu a été édité sur Mega-CD en 1993.

## Équipe de développement
- Game Design : Mark Avory, Jacy Gee, Mark Price
- Programmation : Mark Avory
- Graphisme : Jacy Gee
- Musique et effets sonores : Martin Iveson
- Producteur : Jeremy Heath Smith